# فرناندو روسي
فرناندو روسي (بالإيطالية: Fernando Rossi)‏ هو سياسي إيطالي، ولد في 3 سبتمبر 1946 في بورتومادجوري في إيطاليا. انتخب عضو مجلس الشيوخ الإيطالي وانتخب عمدة.